# 8471-es busz
A 8471-es jelzésű autóbusz helyközi autóbuszjárat volt Tatabánya és Bana között.
Nyolc járatot tartalmazott a menetrendi mező. A legtöbb járat Tatabánya / Tata és Bábolna között szállította az utasokat. Banáról munkaszüneti napokon közlekedett egy járat Tatáig.

## Megállóhelyei
| 8471 (Tatabánya – Tata – Bábolna – Bana) | 8471 (Tatabánya – Tata – Bábolna – Bana) | 8471 (Tatabánya – Tata – Bábolna – Bana) | 8471 (Tatabánya – Tata – Bábolna – Bana)           | 8471 (Tatabánya – Tata – Bábolna – Bana) | 8471 (Tatabánya – Tata – Bábolna – Bana) | 8471 (Tatabánya – Tata – Bábolna – Bana) | 8471 (Tatabánya – Tata – Bábolna – Bana) | 8471 (Tatabánya – Tata – Bábolna – Bana) | 8471 (Tatabánya – Tata – Bábolna – Bana) |
| sz.                                      | sz.                                      | sz.                                      | Megállóhely                                        | sz.                                      | sz.                                      | sz.                                      | sz.                                      | sz.                                      | Átszállási kapcsolatok a járat megszűnésekor |
| ---------------------------------------- | ---------------------------------------- | ---------------------------------------- | -------------------------------------------------- | ---------------------------------------- | ---------------------------------------- | ---------------------------------------- | ---------------------------------------- | ---------------------------------------- | --- |
|                                          |                                          |                                          | Tatabánya, Vértanúk tere végállomás                |                                          | 27                                       |                                          |                                          |                                          | 3, 3A, 3G, 3L, 5, 5P, 8, 8L, 8S, 10, 18, 38, 38G, 53B, 59B 822, 824, 8400, 8406, 8410, 8423, 8435, 8437 |
|                                          |                                          |                                          | Tatabánya, sportpálya                              |                                          | 26                                       |                                          |                                          |                                          | 1, 1G, 4, 4E, 5, 5P, 6, 10, 11, 16, 51, 51B, 59B 822, 823, 824 1784 8406, 8410, 8423, 8432, 8435, 8436, 8437, 8460 |
|                                          |                                          |                                          | Tatabánya, Szent Borbála út                        |                                          | 25                                       |                                          |                                          |                                          | 1, 1G, 4, 4E, 5, 5P, 6, 10, 11, 16, 51, 51B, 59B 822, 824, 8406, 8410, 8423, 8432, 8435, 8436, 8437, 8460 |
|                                          |                                          |                                          | Tatabánya, Kormányhivatal                          |                                          | 24                                       |                                          |                                          |                                          | 1, 1G, 4, 4E, 5, 5P, 6, 10, 11 822, 823, 824, 8400, 8406, 8410, 8423, 8432, 8435, 8436, 8437, 8443 |
|                                          |                                          |                                          | Tatabánya, Kodály Zoltán iskola                    |                                          | 23                                       |                                          |                                          |                                          | 5, 5P, 6, 8, 8L, 8S, 10, 15, 16, 18, 38, 38G, 53B, 53I, 55, 57, 59B 1784 822, 823, 824, 8406, 8410, 8423, 8432, 8435, 8436, 8437, 8442, 8443 |
| 0                                        | 0                                        |                                          | Tatabánya, autóbusz-állomás végállomás             |                                          | 22                                       |                                          | 7                                        |                                          | 1, 1G, 2, 5, 5P, 6, 9, 9D, 10, 11, 15, 16, 26, 26R, 50, 55, 57 770, 804, 814, 823, 824 1702, 1758, 1784, 1824, 1840, 1841, 1842, 1843, 1845, 1846, 1848, 1850, 1851, 1852 8354, 8400, 8402, 8403, 8406, 8410, 8423, 8432, 8435, 8436, 8437, 8441, 8442, 8460, 8462, 8464, 8479 S10, G10, S12, gyorsított személyvonat, InterRégió, Arrabona InterCity, Tűztorony, Ikva, Lővér, Kékfrankos, Magnet Bank, Scarbantia, Soproni Közgáz, Savaria InterCity, Mura nemzetközi InterCity, Dráva nemzetközi InterCity, Railjet Xpress, Kálmán Imre EuroNight, Csárdás, Lehár, Liszt Ferenc és Semmelweis EuroCity, Advent EuroCity, Hortobágy EuroCity, Transilvania-Szamos EuroCity, Dacia-Corvin nemzetközi gyorsvonat |
| ∫                                        | ∫                                        |                                          | Vértesszőlős, bevásárlóközpont                     |                                          | 21                                       |                                          | ∫                                        |                                          | 804, 814, 8400, 8462, 8472 |
| ∫                                        | ∫                                        |                                          | Vértesszőlős, Sport telep                          |                                          | 20                                       |                                          | ∫                                        |                                          | 804, 814, 8400, 8462, 8472 |
| ∫                                        | 1                                        |                                          | Vértesszőlős, vasúti megállóhely                   |                                          | 19                                       |                                          | 6                                        |                                          | 804, 814 1841, 1850, 1852 8400, 8462, 8472 S10, személyvonat |
| ∫                                        | ∫                                        |                                          | Vértesszőlős, Kossuth utca                         |                                          | 18                                       |                                          | ∫                                        |                                          | 804, 814, 8400, 8462, 8472 |
| ∫                                        | ∫                                        |                                          | Tata, Öveges József út                             |                                          | 17                                       |                                          | ∫                                        |                                          | 4, 4T, 5, 5T, 6, 6T 804, 814 1841 8400, 8462, 8472 |
| 1                                        | 2                                        |                                          | Tata, Kristály Szálló                              |                                          | 16                                       |                                          | ∫                                        |                                          | 4, 4T, 5, 5T, 6, 6T 804, 814 1841, 1850, 1852 8400, 8462, 8472, 8716 |
| ∫                                        | ∫                                        |                                          | Tata, városközpont                                 |                                          | 15                                       |                                          | ∫                                        |                                          | 1, 1M, 1R, 1T, 2, 4, 4T, 5, 5T, 6, 6T, 7, 7A, 8, 8B, 9, 9M 804, 814 1841 8400, 8406, 8462, 8660, 8700, 8706, 8716 |
| 2                                        | 3                                        | 0                                        | Tata, autóbusz-állomás végállomás                  | 22                                       | 14                                       | 16                                       | 5                                        | 9                                        | 1, 1M, 1R, 1T, 2, 4, 4T, 5, 5T, 6, 6T, 7, 7A, 8, 8B, 9, 9M 804, 814 1824, 1841, 1850, 1852 8400, 8402, 8406, 8462, 8472, 8479, 8574, 8587, 8594, 8660, 8700, 8706, 8716, 8726, 8727, 8736, 8740, 8741 |
| ∫                                        | ∫                                        | 1                                        | Tata, Kossuth tér                                  | 21                                       | ∫                                        | 15                                       | ∫                                        | 8                                        | 1, 1M, 1R, 1T, 2, 4, 4T, 5, 5R, 5T, 6, 6T, 7, 8, 8B, 9, 9M 8402, 8472, 8574, 8587, 8594, 8736, 8740 |
| ∫                                        | ∫                                        | 3                                        | Tata, Környei út                                   | 20                                       | ∫                                        | 14                                       | ∫                                        | 7                                        | 1, 1M, 1R, 1T, 4, 4T, 5, 5T, 6, 6T, 7, 8, 8B, 9, 9M 8402, 8472, 8574, 8587, 8594, 8736, 8740 |
| 3                                        | ∫                                        | 2                                        | Tata, Dob utca                                     | 19                                       | 13                                       | 13                                       | ∫                                        | 6                                        | 1R, 4T, 5T, 6T 8472, 8736, 8740 |
| 4                                        | ∫                                        | 3                                        | Tata, Máriapuszta bejárati út                      | 18                                       | 12                                       | 12                                       | ∫                                        | 5                                        | 8472, 8736, 8740 |
| 5                                        | ∫                                        | 4                                        | Kocs, alsó                                         | 17                                       | 11                                       | 11                                       | ∫                                        | 4                                        | 8472, 8736, 8740 |
| 6                                        | 4                                        | 5                                        | Kocs, faluközpont                                  | 16                                       | 10                                       | 10                                       | 4                                        | 3                                        | 1850 8472, 8736, 8740 |
| 7                                        | ∫                                        | 6                                        | Kocs, Árpád utca                                   | 15                                       | 9                                        | 9                                        | ∫                                        | 2                                        | 8736, 8740 |
| 8                                        | ∫                                        | 7                                        | Nagyigmánd, gyógyszertár                           | 14                                       | 8                                        | 8                                        | ∫                                        | 1                                        | 8670, 8671, 8673, 8682, 8736 |
| 9                                        | 5                                        | 8                                        | Nagyigmánd, autóbusz-váróterem végállomás          | 13                                       | 7                                        | 7                                        | 3                                        | 0                                        | 8624, 8670, 8673, 8682, 8687, 8697, 8736 |
| 10                                       | ∫                                        | 9                                        | Nagyigmánd, IKR                                    | ∫                                        | 6                                        | 6                                        | ∫                                        |                                          | 1850 8670, 8673, 8682, 8687, 8697, 8736 |
| 11                                       | ∫                                        | 10                                       | Nagyigmánd, Győri út                               | ∫                                        | 5                                        | 5                                        | ∫                                        |                                          | 8670, 8673, 8682, 8687, 8697, 8736 |
| 12                                       | ∫                                        | 11                                       | Nagyigmánd-Bábolna felső, vasútállomás bejárati út | ∫                                        | 4                                        | 4                                        | 2                                        |                                          | 8670, 8673, 8682, 8687, 8697, 8736 S150 |
| 13                                       | ∫                                        | 12                                       | Bábolna, Farkaskúti major bejárati út              | ∫                                        | 3                                        | 3                                        | ∫                                        |                                          | 8670, 8687, 8736 |
| 14                                       | 6                                        | 13                                       | Bábolna, IKR központ                               | ∫                                        | 2                                        | 2                                        | 1                                        |                                          | 1850 8670, 8687, 8697 |
| 12                                       | ∫                                        | 11                                       | Nagyigmánd-Bábolna, vasútállomás bejárati út       | 12                                       | ∫                                        | ∫                                        | ∫                                        |                                          | 8624, 8682 S150 |
| ∫                                        | ∫                                        | ∫                                        | Bábolna, Karabukapuszta                            | 11                                       | ∫                                        | ∫                                        | ∫                                        |                                          | 8682 |
| ∫                                        | ∫                                        | ∫                                        | Tárkány, alsó elágazás                             | 10                                       | ∫                                        | ∫                                        | ∫                                        |                                          | 8682 |
| ∫                                        | ∫                                        | ∫                                        | Tárkány, iskola                                    | 9                                        | ∫                                        | ∫                                        | ∫                                        |                                          | 8621, 8624, 8682 |
| ∫                                        | ∫                                        | ∫                                        | Tárkány, alsó elágazás                             | 8                                        | ∫                                        | ∫                                        | ∫                                        |                                          | 8682 |
| ∫                                        | ∫                                        | ∫                                        | Bábolna, Csemerházi major bejárati út              | 7                                        | ∫                                        | ∫                                        | ∫                                        |                                          | 8682 |
| 15                                       | ∫                                        | 14                                       | Bábolna, körforgalom                               | 6                                        | 1                                        | 1                                        | ∫                                        |                                          | 1850, 1852 7010, 7012, 8600, 8618, 8670, 8682, 8687, 8697, 8736 |
| 16                                       | 6                                        | 15                                       | Bábolna, autóbusz-forduló végállomás               | 5                                        | 0                                        | 0                                        | 0                                        |                                          | 1850, 1852 7010, 7012, 8600, 8618, 8666, 8670, 8682, 8687, 8697, 8736 |
|                                          |                                          |                                          | Bábolna, körforgalom                               | 4                                        |                                          |                                          |                                          |                                          | 1850 7010, 8670, 8682, 88736 |
|                                          |                                          |                                          | Bábolna, Csekonics utca                            | 3                                        |                                          |                                          |                                          |                                          | 7010, 8670 |
|                                          |                                          |                                          | Bana, újtelep                                      | 2                                        |                                          |                                          |                                          |                                          | 7010, 8670, 8682 |
|                                          |                                          |                                          | Bana, Jókai utca                                   | 1                                        |                                          |                                          |                                          |                                          | 1850 7010, 8670, 8682 |
|                                          |                                          |                                          | Bana, Petőfi utca végállomás                       | 0                                        |                                          |                                          |                                          |                                          | 7010, 8670 |